# سین سپتزیالوهن
سین سپتزیالوهن (انگلیسی: Sinn Spezialuhren) شرکت ساعت‌سازی آلمانی است، که در سال ۱۹۶۱ توسط هلموت سین تأسیس شد.